# Senecio squalidus
Espèce
Senecio squalidus est une espèce de la famille des Asteraceae. Il est connu sous le nom de Séneçon d'Oxford, Séneçon luisant ou Séneçon négligé.
C'est une plante herbacée à fleurs jaunes, originaire des régions montagneuses.

## Description
Senecio squalidus est une plante pérenne, bisannuelle, ou une annuelle d'hiver à courte durée de vie. Il pousse en formant des ramifications et des tiges d'une hauteur comprise entre 0,5 m et 1 m selon les conditions. Senecio squalidus préfère les endroits secs et perturbés, les terres cultivées et en friche, les murs et les berges des voies ferrées,. Il fleurit de mars à décembre et se reproduit par semences. Les feuilles de Senecio squalidus sont alternes, brillantes, presque glabres et de formes variables allant de profondément pennées lobées à indivisées avec seulement les feuilles inférieures pétiolées. Les tiges et les feuilles ressemblent à celles du séneçon commun (Senecio vulgaris), à l'exception de leurs lobes qui sont plus espacés.
Les inflorescences de S. squalidus sont des capitules plus grands que Senecio jacobaea et ont un port plus étalé, le  capitule est jaune formé de 10-14 pétales en grappes lâches. Les fleurs sont pollinisées par des insectes. Les corolles sont longues de 8 mm à 15 mm et larges de 2 mm à 5 mm.
Le Séneçon d'Oxford est auto-incompatibie et a besoin de pollen provenant d'autres plantes ayant des allèles d'auto-incompatibilité différents,, sa propre fleur possède un stigmate présentant les caractéristiques des types « sec » et « humide ». Les capitules sont souvent inclinés vers le haut. Chaque fleuron pollinisé se transforme en un akène indéhiscent en forme de cloche ou de cylindre. Ce fruit légèrement côtelé est de couleur brun clair et de 1,5 mm à 3 mm de long. Chaque plante peut produire environ 10 000 fruits au cours de l'année.

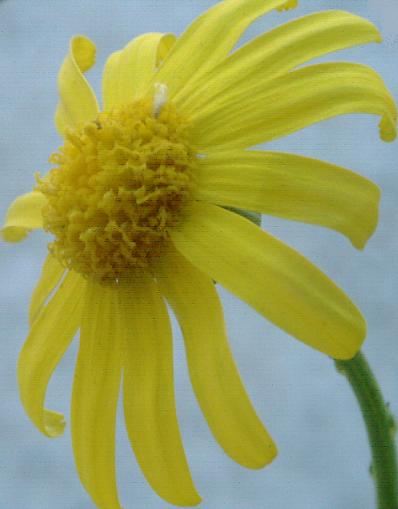
Capitule mature
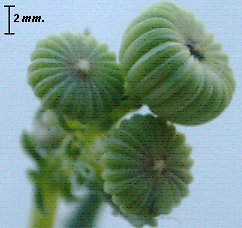
Capitule en dévoppement
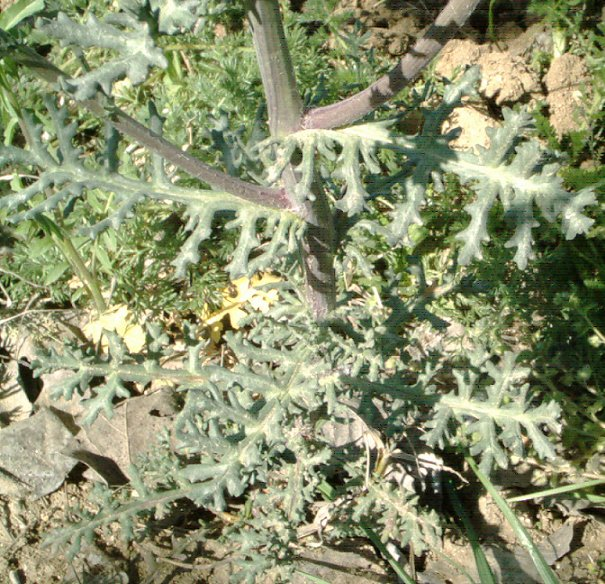
Feuilles et tiges
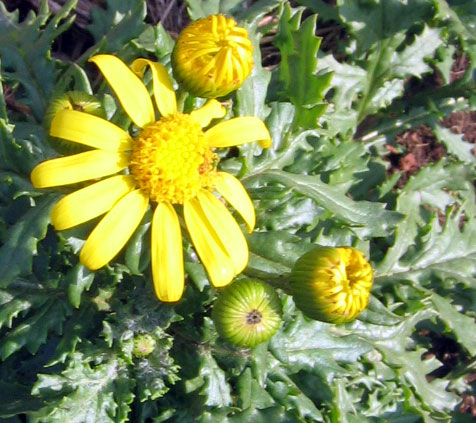
Capitules à différents stades

En tant que Senecio et diploïde, Senecio squalidus fait partie d'un groupe d'espèces avec Senecio flavus, Senecio gallicus, S. glaucus et S. vernalis, qui sont géographiquement répandus et intéressants pour l'étude des différences génétiques en relation avec l'environnement et l'évolution des plantes.

## Historique

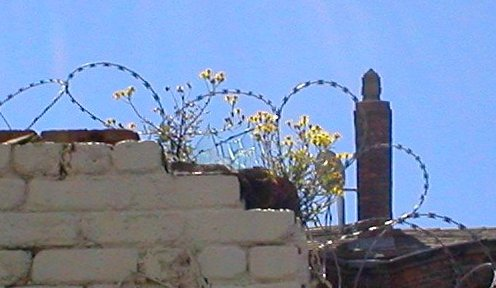
Senecio squalidus sur un mur à Liverpool.

Senecio squalidus a été introduit en Grande-Bretagne par Francesco Cupani et William Sherard lors de leur visite en 1700, 1701 et 1702 en provenance de Sicile  
où elle vit en tant que plante indigène sur des cendres volcaniques au jardin de la Duchesse de Beaufort à Badminton. Plus tard, un transfert du matériel végétal au jardin botanique de l'université d'Oxford par le « Horti Praefectus » Jacob Bobart le Jeune a eu lieu avant sa mort en 1719 qui donne peut-être une bonne indication de la date à laquelle cette espèce de séneçon et d'autres espèces invasives se sont « échappées » et ont commencé à s'installer dans les grandes îles britanniques. Le séneçon de Sicile s'est échappé dans la nature et a poussé sur les murs de pierres sèches de l'Oxford college (avec la mention spécifique de la Bodleian Library) et dans de nombreux murs de pierre autour de la ville d'Oxford. C'est ce qui a donné à la plante son nom commun, « Oxford Ragwort ».
Carl von Linné a décrit pour la première fois  Senecio squalidus en 1753, bien qu'il y ait un différend quant à savoir si le matériel provenait du jardin botanique ou des murs de la ville ; la taxonomie de cette espèce est encore compliquée par l'existence d'espèces ayant une morphologie similaire en Europe continentale.
James Edward Smith a officiellement identifié le séneçon d'Oxford échappé avec son nom formel Senecio squalidus en 1800.
Au cours de la Industrial Revolution, Oxford a été reliée au railway system et l'usine a gagné un nouvel habitat en s'étendant progressivement via le chemin de fer à d'autres parties du pays. Le processus a été accéléré par le mouvement des trains et le ballast calcaire qui fournit un milieu bien drainé, réplique adéquate des sols de lave de son lieu d'origine en Sicile,.
Au cours du 20ème siècle, il a continué à se propager le long des lignes de chemin de fer et a trouvé un goût pour les déblais et les sites bombardés après la Seconde Guerre mondiale qui ont beaucoup en commun avec les régions volcaniques de sa maison.
Récemment, cette espèce et d’autres espèces de Senecio et leurs goûts différents pour l’auto-incompatibilité et auto-compatibilité ont fait l’objet d’études dans le but de comprendre l’évolution des espèces végétales à mesure que le genre trouve de nouveaux foyers et partenaires polliniques à travers le monde :  
- L’origine de Senecio vulgaris var. hibernicus Syme a été déterminé comme étant une introgression de Senecio squalidus en Senecio vulgaris subsp vulgaris
- La double origine de S. cambrensis Rosser à la fois au Pays de Galles et à l'Écosse expliquée comme étant un produit parental par le S. squalidus et le tétraploïde S. vulgaris dans les deux endroits
- La volonté de S. squalidus de hybrider avec Senecio viscosus Crisp & Jones et forme les facteurs stérile hybrid S. subnebrodensis Simk.
- La suggestion que S. squalidus est en fait un hybride de deux autres Senecio siciliens : S. aethnensis Jan ex DC et S. chrysanthemifolius Poir. [12]

## Répartition
Senecio squalidus pousse sur éboulis dans les régions montagneuses de son aire de répartition naturelle et a gagné son nom commun de séneçon d’Oxford pour sa volonté et sa capacité à pousser dans un habitat similaire ailleurs dans le monde.
Naturellement adapté aux régions montagneuses, rocheuses ou volcanique, il a réussi à trouver d'autres habitats sur des tas de pierres artificiels et naturels, quartiers détruits par la guerre et même sur des murs de pierres sèches. Ces habitats ressemblent à sa terre natale rocheuse bien drainée. Les plantes se sont propagées par le vent, le rail et les activités des botanistes. Les voyages de cette plante vivace, bisannuelle ou annuelle d'hiver à courte durée de vie en font un bon sujet d'étude pour l'évolution et l'écologie des plantes à fleurs.

Aire d'origine de S. squalidus.

### Par pays
Senecio squalidus est considéré comme originaire du Nouveau-Brunswick et de la Nouvelle-Écosse, du Canada par l'USDA (Natural Resources Conservation Service) tandis que le même USDA selon le Germplasm Resources Information Network considère qu’il est originaire de l'Autriche, la République tchèque, la Slovaquie, l'Allemagne, la Suisse, l'Albanie, la Bulgarie, la Grèce, la Crète, l'Italie, la Sardaigne, la Sicile, la Roumanie, la Bosnie-Herzégovine, la Croatie, le Montenegro, la  Macédoine du Nord, la Serbie, la Slovenie,,,:
Afrique
Afrique du Nord : Maroc
Amérique
Amérique du Nord : Nouveau-Brunswick, Nouvelle-Écosse, Colombie-Britannique, Californie

L’Europe
Europe du Nord : Danemark, Allemagne, République d’Irlande, Pays-Bas, Norvège, Suède, Royaume-Uni, Belgique

Europe centrale : Autriche, République tchèque, Hongrie, Slovaquie, Suisse
Europe de l’Est : Pologne,
Europe du Sud-Est : Albanie, Bosnie-Herzégovine, Bulgarie
Europe du Sud-Ouest : France, Espagne
Europe du Sud : Croatie, Crète, Grèce, Italie, Macédoine du Nord, Roumanie, Sardaigne, Serbie, Sicile, Slovénie
Cartes

Amérique du Nord
Afrique
Europe

## Prédateurs
S. squalidus est une plante alimentaire pour certains insectes, par exemple :
Mouches
Mouches biliaires (Diptères : Tephritidae) :
- Sphenella marginata
- Trupanea stellata
- Trypeta zoe.

Champignons
La plupart des Senecio, y compris S. squalidus sont sensibles à la rouille, aux Pézizomycètes, à l'Oïdium et au mildiou :
Champignon de la rouille Uredinales
- Coleosporium tussilaginis - (Coleosporiaceae)
- Puccinia lagenophorae - (Pucciniaceae)

Rouille blanche Peronosporales
- Albugo tragopogonis - (Albuginaceae)

Oïdium Erysiphales
- Podosphaera fusca - (Erysiphaceae)

## Polinisateurs

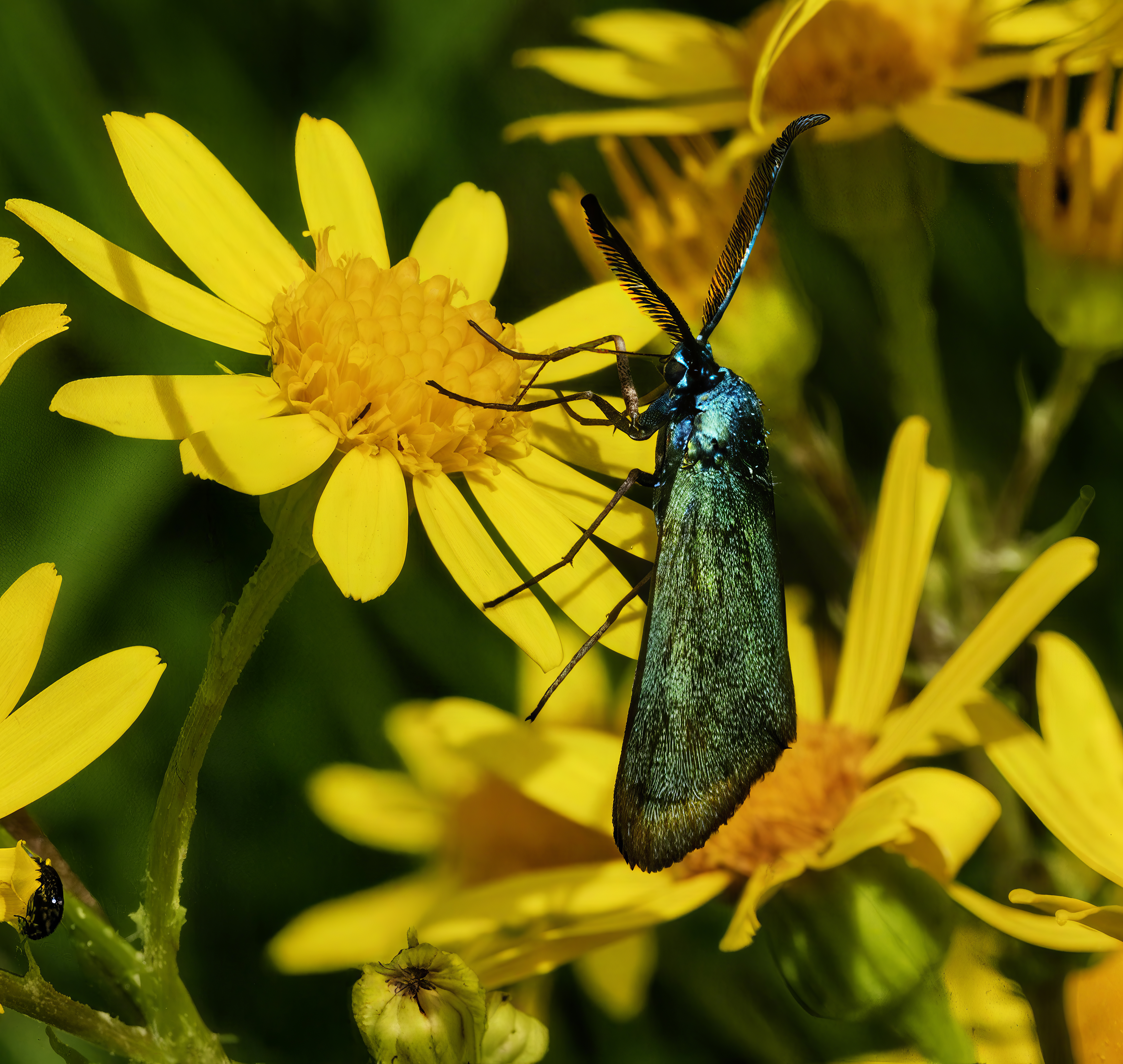
Adscita statices male - Villeneuve-lès-Bouloc France
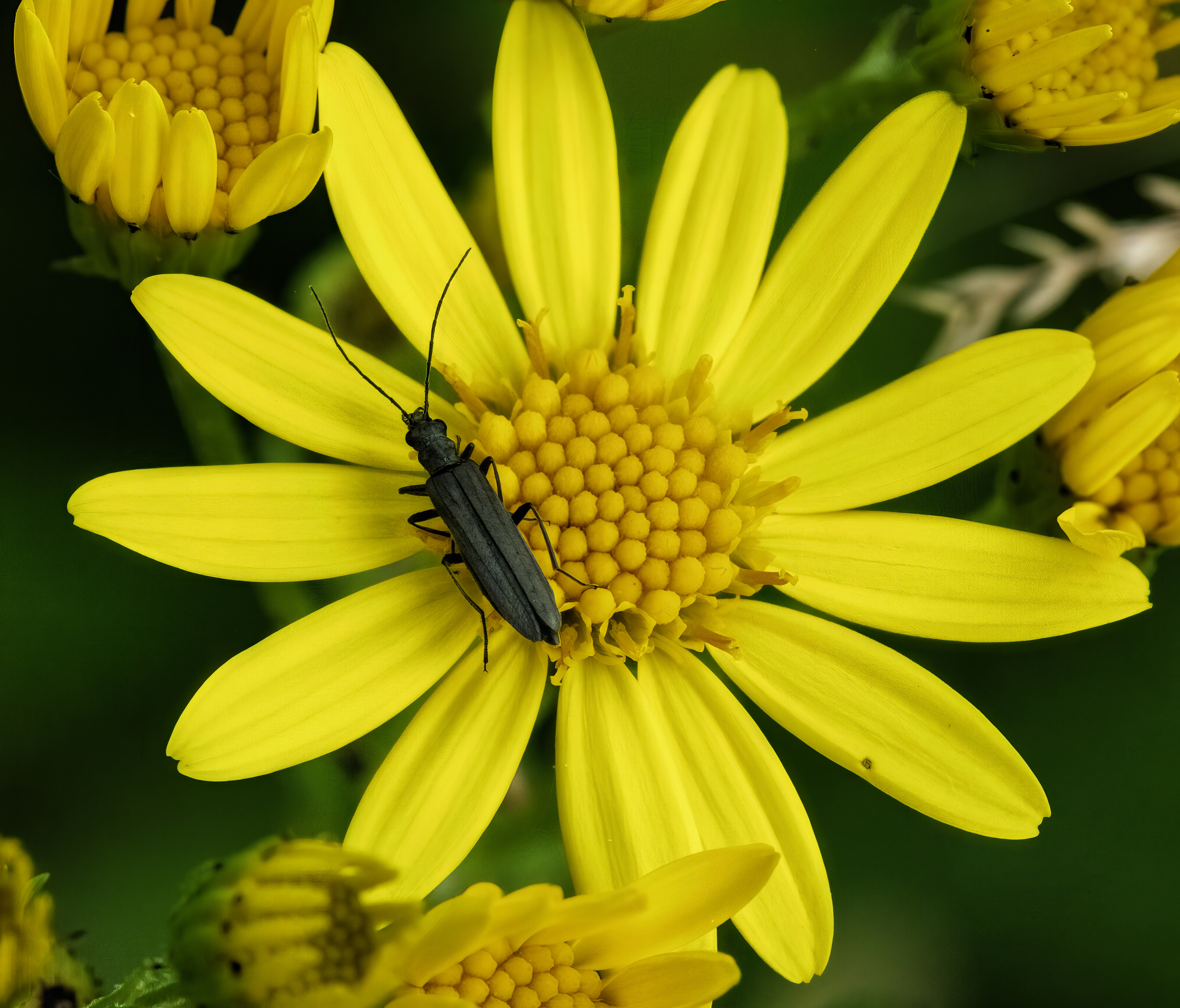
Oedemera lurida - Villeneuve-lès-Bouloc France

## Synonymes
- Jacobaea incisa C. Presl
- Senecio glaber Ucria
- Senecio incisus (C. Presl) C. Presl
- Senecio laciniatus Bertol.
- Senecio nebrodensis auct., non L.
- Senecio rupestris Waldst. & Kit.
- Senecio squalidus d'Urv.
- Senecio squalidus Willd.
- Senecio squalidus M.Bieb.
- Senecio nebrodensis L. subsp. rupestris (Waldst. & Kit.) Fiori
- Senecio leucanthemifolius subsp. vernalis (Waldst. & Kit.) Greuter
- Senecio squalidus subsp. aethnensis (DC.) Greuter
- Senecio squalidus subsp. araneosus (Emb. & Maire) Alexander
- Senecio squalidus subsp. aurasicus (Batt.) Alexander
- Senecio squalidus subsp. aurasiacus (Batt. & Trab.) Alexander
- Senecio squalidus subsp. chrysanthemifolius (Poir.) Greuter
- Senecio squalidus subsp. eurasiacus (Batt. & Trab.) Alexander
- Senecio squalidus subsp. microglossus (Guss.) Arcang.
- Senecio squalidus subsp. sardous (Fiori) Greuter
- Senecio squalidus var. glaber (Ucria) FIORI

Nom mal appliqué :
- Senecio nebrodensis sec. Fiori, A,,,,.

## Liste des sous-espèces et variétés
Selon GBIF (29 juillet 2024) :
- Senecio squalidus subsp. aethnensis (Jan ex DC.) Greuter
- Senecio squalidus subsp. araneosus (Emb. & Maire) C.Alexander
- Senecio squalidus subsp. aurasiacus (Batt. & Trab.) C.Alexander
- Senecio squalidus subsp. calabricus (Fiori) Peruzzi & Bernardo
- Senecio squalidus subsp. chrysanthemifolius (Poir.) Greuter
- Senecio squalidus subsp. microglossus (Guss.) Arcang.
- Senecio squalidus subsp. rupestris (Waldst. & Kit.) Greuter, le Séneçon des rochers.
- Senecio squalidus subsp. sardous (Fiori) Greuter
- Senecio squalidus subsp. squalidus
- Senecio squalidus var. bipinnatifidus (C.Presl) P.D.Sell
- Senecio squalidus var. glaber (Ucria) Fiori
- Senecio squalidus var. laciniatus (C.Presl) P.D.Sell
- Senecio squalidus var. pinnatifidus (Evers ex Hegi) P.D.Sell

## Systématique
Le nom correct complet (avec auteur) de ce taxon est Senecio squalidus L..
Ce taxon porte en français les noms vernaculaires ou normalisés suivants : Séneçon luisant,,, Séneçon négligé , Séneçon sordide.
Senecio squalidus a pour synonymes :
- Cineraria incisa Thunb., 1800
- Senecio glaber Ucria, 1793